# Paspalum hitchcockii
Paspalum hitchcockii är en gräsart som beskrevs av Mary Agnes Chase. Paspalum hitchcockii ingår i släktet tvillinghirser, och familjen gräs. Inga underarter finns listade i Catalogue of Life.